# ミソピーイク賞
ミソピーイク賞（Mythopoeic Awards）は、神話、ファンタジー、学問において顕著な貢献をした著者の文芸作品と文芸批評に対してMythopoeic Society から授与される賞。

## ファンタジー部門
「インクリングズの精神」を最大限に体現した作家によるファンタジーに対して贈られる。1992年以降、児童文学部門と一般文芸部門との2部門にわかれている。2024年にヤングアダルト部門が新設された。
- 1971年 The Crystal Cave  メアリー・スチュアート
- 1972年 『赤い月と黒の山』Red Moon and Black Mountain  ジョイ・チャント
- 1973年 The Song of Rhiannon  エヴァンジェリン・ウォルトン
- 1974年 The Hollow Hills  メアリー・スチュアート
- 1975年 A Midsummer Tempest ポール・アンダースン
- 1981年 『終わらざりし物語』 (Unfinished Tales)  J・R・R・トールキン
- 1982年 『リトル、ビッグ』 (Little, Big)  ジョン・クロウリー
- 1983年 The Firelings  キャロル・ケンダル
- 1984年 When Voiha Wakes  ジョイ・チャント
- 1985年 Cards of Grief ジェイン・ヨーレン
- 1986年 『鳥姫伝』 (Bridge of Birds)  バリー・ヒューガート
- 1987年 『風のガリアード』 (The Folk of the Air)  ピーター・S・ビーグル
- 1988年 『奇跡の少年』 (Seventh Son)  オースン・スコット・カード
- 1989年 Unicorn Mountain マイクル・ビショップ
- 1990年 『石の夢』 (The Stress of Her Regard)  ティム・パワーズ
- 1991年 『吟遊詩人トーマス』 (Thomas the Rhymer)  エレン・カシュナー

### ミソピーイク賞一般文芸部門
- 1992年 A Woman of the Iron People Eleanor Arnason
- 1993年 Briar Rose ジェイン・ヨーレン
- 1994年 The Porcelain Dove  デリア・シャーマン
- 1995年 Something Rich and Strange パトリシア・A・マキリップ
- 1996年 Waking the Moon  エリザベス・ハンド
- 1997年 The Wood Wife  テリ・ウィンドリング
- 1998年 The Djinn in the Nightingale's Eye A・S・バイアット
- 1999年 『スター・ダスト』 (Stardust)  ニール・ゲイマン
- 2000年 Tamsin ピーター・S・ビーグル
- 2001年 The Innamorati Midori Snyder
- 2002年 『チャリオンの影』 (The Curse of Chalion)  L・M・ビジョルド
- 2003年 『影のオンブリア』 (Ombria in Shadow)  パトリシア・A・マキリップ
- 2004年 『サンシャイン＆ヴァンパイア』 (Sunshine)  ロビン・マッキンリイ
- 2005年 『ジョナサン・ストレンジとミスター・ノレル』 (Jonathan Strange & Mr. Norrell)  スザンナ・クラーク
- 2006年 『アナンシの血脈』 (Anansi Boys)  ニール・ゲイマン
- 2007年 『夏至の森』 (Solstice Wood)  パトリシア・A・マキリップ
- 2008年 『孤児の物語』 (The Orphan's Tales)  キャサリン・M・ヴァレンテ
- 2009年 Flesh and Spirit と Breath and Bone Carol Berg
- 2010年 Lifelode ジョー・ウォルトン
- 2011年 Redemption in Indigo Karen Lord
- 2012年 The Uncertain Places  リサ・ゴールドスタイン
- 2013年 Digger Ursula Vernon
- 2014年 The Golem and Jinni Helene Wecker
- 2015年 Tales from Rugosa Coven  Sarah Avery
- 2016年 『ドラゴンの塔』 (Uprooted)   ナオミ・ノヴィク
- 2017年 Kingfisher パトリシア・A・マキリップ
- 2018年 Ka: Dar Oakley in the Ruin of Ymr　ジョン・クロウリー
- 2019年 Spinning Silver　ナオミ・ノヴィク
- 2020年 Snow White Learns Witchcraft　Theodora Goss
- 2021年 The House in the Cerulean Sea　TJ Klune
- 2022年 Or What You Will　ジョー・ウォルトン
- 2023年 When the Angels Left the Old Country　Sacha Lamb

### ミソピーイク賞児童文学部門
- 1992年 『ハルーンとお話の海』 (Haroun and the Sea of Stories)  サルマン・ラシュディ
- 1993年 Knight's Wyrd  デブラ・ドイル、ジェイムズ・D・マクドナルド
- 1994年 The Kingdom of Kevin Malone  スージー・マッキー・チャーナス
- 1995年 Owl in Love  (Patrice Kindl)
- 1996年 『時の彼方の王冠』 (The Crown of Dalemark)  ダイアナ・ウィン・ジョーンズ
- 1997年 The Wood Wife  テリ・ウィンドリング
- 1998年 Young Merlin trilogy ジェイン・ヨーレン
- 1999年 『ダークホルムの闇の君』 (Dark Lord of Derkholm)  ダイアナ・ウィン・ジョーンズ
- 2000年 The Folk Keeper Franny Billingsley
- 2001年 Aria of the Sea Dia Calhoun
- 2002年 『ザ・ロープメイカー -伝説を継ぐ者』 (The Ropemaker)  ピーター・ディキンスン
- 2003年 『サマーランドの冒険』 (Summerland)  マイケル・シェイボン
- 2004年 The Hollow Kingdom Clare B. Dunkle
- 2005年 『見習い魔女ティファニーと懲りない仲間たち』 (A Hat Full of Sky)  テリー・プラチェット
- 2006年 『バーティミアス』 (The Bartimaeus Trilogy)  ジョナサン・ストラウド
- 2007年 Corbenic  キャサリン・フィッシャー
- 2008年 『ハリー・ポッター』 (Harry Potter)  J・K・ローリング
- 2009年 『剣姫 -グレイスリング』 (Graceling)  クリスティン・カショア
- 2010年 Where the Mountain Meets the Moon Grace Lin
- 2011年 『盗神伝シリーズ』 (The Queen's Thief Series)  メーガン・ウェイレン・ターナー
- 2012年 The Freedom Maze  デリア・シャーマン
- 2013年 Vessel Sarah Beth Durst
- 2014年 『最後のゲーム』 (Doll Bones)  ホリー・ブラック
- 2015年 A Snicker of Magic Natalie Lloyd
- 2016年 Castle Hangnail Ursula Vernon
- 2017年 The Inquisitor's Tale  アダム・ギドウィッツ
- 2018年 Frogkisser! ガース・ニクス
- 2019年 Bob  ウェンディ・マス＆レベッカ・ステッド
- 2020年 Dragon Pearl ユーン・ハ・リー
- 2021年 『パン焼き魔法のモーナ、街を救う』(A Wizard’s Guide to Defensive Baking) Ｔ・キングフィッシャー
- 2022年 Pahua and the Soul Stealer Lori M. Lee
- 2023年 The Ogress and the Orphans Kelly Barnhill
- 2024年 The Moth Keeper  Kay O'Neill

### ミソピーイク賞ヤングアダルト部門
- 2024年 『呪いを解く者』(Unraveller) フランシス・ハーディング